# Gerard Bancker
Gerard Bancker junior (* 14. Februar 1740 in Albany, Provinz New York; † Januar 1799) war ein US-amerikanischer Politiker. Er war von 1778 bis 1798 Treasurer of State von New York.

## Werdegang
Gerard Bancker junior, Sohn von Maria de Peyster und Gerard Bancker senior, wurde während der Regierungszeit von König Georg II. im kolonialen New York geboren und wuchs dort auf. Seine Eltern heirateten 1731 in New York City. Über seine Jugendjahre ist nichts bekannt. Bancker war 1774 als City Surveyor tätig. In diesem Zusammenhang erstellte er eine Karte von St. George’s Ferry auf Nassau Island. Während des Unabhängigkeitskrieges war er von 1776 bis 1778 als Deputy Treasurer tätig. Dann bekleidete er von 1778 bis 1798 den Posten als Treasurer of State. Im Laufe der Zeit sammelte Bancker eine große Anzahl von Flugschriften aus der Revolutionszeit, welche 1898 bei einer Auktion in Philadelphia (Pennsylvania) veräußert wurden. Seit 1772 war er gewähltes Mitglied der American Philosophical Society.